# 聖地牙哥德瑪利亞
聖地牙哥德瑪利亞（西班牙語：Santiago de María），是薩爾瓦多的城鎮，位於該國東南部，由烏蘇盧坦省負責管轄，面積37.71平方公里，海拔高度923米，2007年人口18,201，人口密度每平方公里482.66人。
13°29′N 88°28′W / 13.483°N 88.467°W